# 15386 Nicolini
15386 Nicolini eller 1997 ST4 är en asteroid i huvudbältet som upptäcktes den 25 september 1997 av Madonna di Dossobuono-observatoriet i Verona, Italien. Den är uppkallad efter amatörastronomen Martino Nicolini,.
Den tillhör asteroidgruppen Vesta.